# 卡蜜兒·瓦斯奎茲
卡蜜兒·瓦斯奎茲（英語：Camille Vasquez，1984年7月6日—）是一名美國律師，因在演員強尼·戴普對其前妻安柏·赫德提起的誹謗案中代表他而知名。

## 早期生活和教育
瓦斯奎茲於1984年7月6日出生於加利福尼亞州舊金山，父親是哥倫比亞人，母親是古巴人。她於2006年以優異成績畢業於南加州大學，獲得傳播學和政治學的文學學士學位。她於2010年獲得西南法學院的法學博士學位。

## 職業生涯
瓦斯奎茲的法律生涯集中在訴訟和仲裁方面，特別是在誹謗訴訟中代表原告。2018年，她以律師身分加入國際律師事務所布朗魯德尼克（Brown Rudnick），在其南加州辦公室執業。瓦斯奎茲代表強尼·戴普處理對其前律師和業務經理的案件，然後在他對其前妻安柏·赫德的誹謗訴訟中代表他。她還將在一名聲稱在2017年4月受到戴普人身攻擊的電影工作人員提起的人身傷害訴訟中代表戴普。她代理過的其他客戶包括、和。
她因在戴普訴赫德的審判的審判中代表戴普而受到公眾特別關注。審判進行了現場直播，得到了世界各地的廣泛關注。因此，Google搜尋趨勢指出她的名字的搜索量大幅上升，她的名字的標籤在影片共享平台TikTok上獲得超過9.8億的曝光次數。《時尚》雜誌稱她因這次審判而「一夜成名」。審判結束後，瓦斯奎茲在她的公司布朗魯德尼克從律師晉升為合夥人。
瓦斯奎茲和布朗魯德尼克的合夥人本傑明·周（Benjamin Chew）將為2021年Discovery+系列紀錄片的續集《Johnny vs Amber》提供證詞和採訪。

## 外部連結
- Camille M. Vasquez （页面存档备份，存于） at Brown Rudnick